# カルボキシペニシリン

β-ラクタム骨格、可変部は黄色

カルベニシリン

チカルシリン

カルボキシペニシリン（英：carboxypenicillins）は抗生物質の一グループである。ペニシリン系抗生物質に属し、カルベニシリンとチカルシリンを含む。

## 化学構造
カルボキシペニシリンは、β-ラクタム骨格を持つが、可変側鎖にカルボン酸またはカルボン酸エステル基も持つのが特徴である

## 抗菌スペクトル
緑膿菌やプロテウス属を含むグラム陰性菌に対して効果があるが、黄色ブドウ球菌、エンテロコッカス・ファエカリス、リステリア・モノサイトゲネスなどのグラム陽性菌には無効である。カルボキシペニシリンはβ-ラクタマーゼ感受性である。

## 関連記事
- アミノペニシリン
- テモシリン